# Breath of Fire III
Breath of Fire III (ブレスオブファイアIII?, Buresu obu Faia III, lett. "Breath of Fire III") è un videogioco di ruolo sviluppato e pubblicato dalla Capcom originariamente per PlayStation come terzo capitolo della serie Breath of Fire. Inizialmente pubblicato in Giappone nel settembre 1997, il gioco fu in seguito reso disponibile in lingua inglese in America ed Europa nel 1998, ed è il primo gioco della serie a sfruttare grafica in tre dimensioni e doppiaggio. Il titolo fu sviluppato dal regista Makoto Ikehara e figura una colonna sonora in stile jazz dei compositori Yoshino Aoki ed Akari Kaida. Nell'agosto 2005, il gioco è stato convertito per PlayStation Portable in Giappone, con un adattamento in lingua inglese distribuito esclusivamente in Europa nel febbraio 2006.
Il videogioco si svolge in un mondo fantasy in cui gli umani vivono insieme a delle creature antropomorfe, e ruota intorno al personaggio di Ryu, l'ultimo di una razza di umani dotati del potere di trasformarsi in dragoni, ed al suo viaggio intorno al mondo alla ricerca del mistero della sparizione della sua gente e nel tentativo di riunire la sua famiglia surrogata. Nel suo viaggio, Ryu incontrerà diversi personaggi che si uniranno a lui nel suo viaggio.
Breath of Fire III ha ricevuto critiche generalmente positive al momento della sua uscita, ed ha venduto all'incirca 425 000 copie nel solo Giappone, diventando il ventiquattresimo più venduto di quell'anno.